# BAE Systems

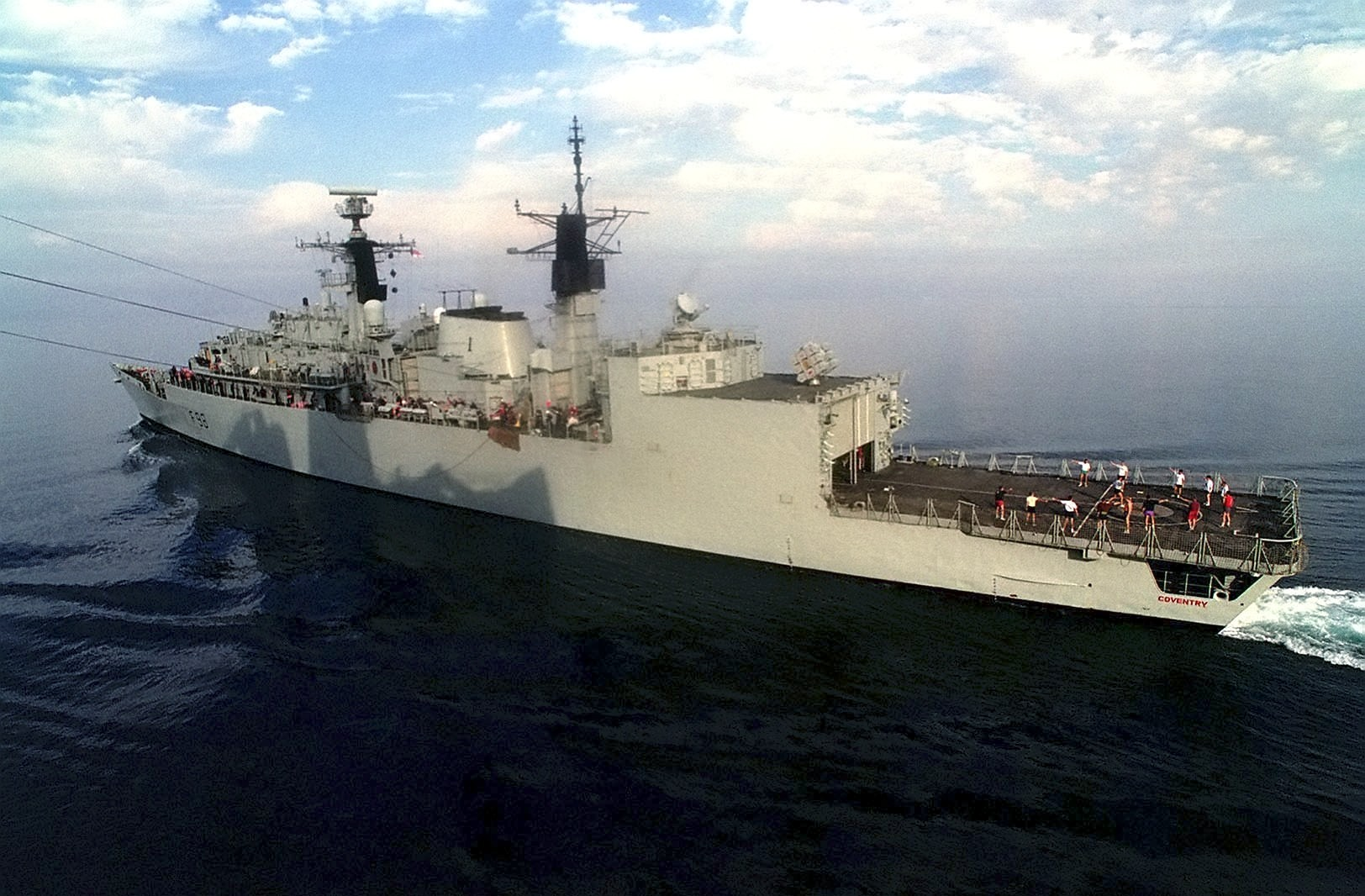
Produkt BAE – HMS „Coventry”

BAE Systems (British Aerospace Electronic Systems) – brytyjski wielonarodowy koncern przemysłu zbrojeniowego i lotniczego, powstały 30 listopada 1999 r. z połączenia British Aerospace (BAe) i Marconi Electronic Systems (MES) (część zbrojeniowa General Electric Company plc).
Do swoich rynków macierzystych koncern zalicza: Australię, Arabię Saudyjską, Republikę Południowej Afryki, Szwecję, Wielką Brytanię oraz Stany Zjednoczone, gdzie powstaje większość technologii koncernu. Dwoma największymi spółkami koncernu są zarejestrowana w Anglii i Walii BAE Systems plc oraz zależna od niej BAE Systems Inc. z siedzibą w Rockville w stanie Maryland, USA. Koncern posiada swoje placówki w wielu krajach na wszystkich kontynentach, w tym w Polsce.
BAE Systems produkuje (samodzielnie lub w koprodukcji):
- samoloty np. serii Airbus, BAE Hawk, Eurofighter Typhoon, Lockheed Martin F-35 Lightning II,
- samoloty bezzałogowe np. BAE HERTI, BAE Corax,
- jednostki pływające np. okręty podwodne typu Astute, lotniskowce typu Queen Elizabeth, niszczyciele rakietowe typu 45,
- pojazdy opancerzone np. bojowy wóz piechoty M2 Bradley
- system obrony antybalistycznej np. elementy amerykańskiego systemu antybalistycznego Ballistic Missile Defense (THAAD)
- systemy informatyczne np. system operacyjny XTS-400(inne języki)

W przeszłości przedsiębiorstwo produkowało także samoloty: Harrier GR3, Harrier GR5 oraz Sea Harrier.